# Мігель Торрес Гомес
Мігель Торрес Гомес (ісп. Miguel Torres Gómez, нар. 28 січня 1986, Мадрид) — іспанський футболіст, захисник клубу «Малага».
Виступав, зокрема, за клуби «Реал Мадрид» та «Хетафе», а також молодіжну збірну Іспанії.

## Клубна кар'єра
Народився 28 січня 1986 року в місті Мадрид. Вихованець футбольної школи клубу «Реал Мадрид», з 2005 року став грати за третю команду клубу у Терсері, а з наступного року став грати за дубль у Сегунді.
25 жовтня 2006 року він вперше зіграв за першу команду, і сталося це в кубковому матчі «Есіхи» (1:1), зважаючи на травми основних захисників: Фабіо Каннаваро, Мічела Салгадо і Сісіньйо. Він також грав у матчі-відповіді (5:1), змінивши Серхіо Рамоса на 80-й хвилині. 6 грудня Торрес дебютував у єврокубках, зігравши в матчі групового етапу Ліги чемпіонів проти київського «Динамо» (2:2), відігравши увесь матч
Мігель дебютував у Ла Лізі 14 січня 2007 року у матчі 18-го туру чемпіонату Іспанії проти «Сарагоси» (1:0). Загалом до кінця сезону зіграв у 20 матчах чемпіонату, ставши чемпіоном Іспанії. Подальшому вдалому виступу Мігеля в «королівському клубі» завадив перехід влітку 2007 року до мадридської команди досвідченого аргентинського захисника Габріеля Гайнце. Через це Торрес за наступні два сезони так і не став основним гравцем «вершкових», хоча 2008 року виграв з командою чемпіонат та Суперкубок Іспанії.
31 серпня 2009 року уклав п'ятирічний контракт з клубом «Хетафе», у складі якого провів наступні чотири роки своєї кар'єри гравця. Граючи у складі «Хетафе» також здебільшого виходив на поле в основному складі команди. 16 квітня 2012 року він забив свій перший гол на дорослому рівні, взявши участь у домашній розгромній перемозі 5:1 проти «Севільї».
9 серпня 2013 року Торрес перейшов в грецький «Олімпіакос», де його хотів бачити тренер пірейського клубу Мічел, що працював з Мігелем у «Реалі Кастілья» та «Хетафе». Проте вже в кінці року Мічел покинув клуб, а Мігель зігравши лише 10 матчів у Суперлізі, по завершенні сезону покинув клуб.
У середині серпня 2014 року став гравцем «Малаги». Станом на 18 березня 2018 року відіграв за клуб з Малаги 118 матчів в національному чемпіонаті.

## Виступи за збірну
Протягом 2007—2009 років залучався до складу молодіжної збірної Іспанії. Разом з нею був учасником молодіжного чемпіонату Європи 2009 року, на якому іспанці не змогли вийти з групи. Всього на молодіжному рівні зіграв у 12 офіційних матчах.

## Титули і досягнення
- Чемпіон Іспанії (2):

«Реал Мадрид»: 2006–07, 2007–08
- Володар Суперкубка Іспанії (1):

«Реал Мадрид»: 2008
- Чемпіон Греції (1):

«Олімпіакос»: 2013–14